# International Federation of Medical Students' Associations
De International Federation of Medical Students’ Associations (IFMSA) is een federatie van verenigingen van medisch studenten die actief is in meer dan negentig landen. De organisatie regelt wereldwijd uitwisselingsstages, gezondheidsprojecten, vluchtelingenprojecten en cursussen voor geneeskundestudenten.

## Geschiedenis
De International Federation of Medical Students' Associations was een van de vele internationale studentenorganisaties die direct na het einde van de Tweede Wereldoorlog werden opgericht. De eerste vergadering die leidde tot de oprichting van de Federatie werd gehouden in Kopenhagen, Denemarken in mei 1951. De eerste leden van deze nieuwe organisatie waren het Verenigd Koninkrijk, Oostenrijk, de Bondsrepubliek Duitsland, Finland, Noorwegen, Zweden, Nederland, Zwitserland en Denemarken. In juli 1952 vond in Londen de eerste algemene vergadering van IFMSA plaats. De bijeenkomst telde in totaal dertig deelnemers uit tien landen.
Vanuit de uitsluitend Europese stichtende organisaties is de Federatie uitgebreid met 136 leden van over de hele wereld.
De IFMSA heeft zich altijd gericht op studentenmobiliteit en -uitwisseling en op het organiseren van conferenties en workshops. De eerste conferenties stonden bekend als de Student International Clinical Conferences en waren zeer succesvol in de jaren 1950. Door de jaren heen zijn er verschillende zomercursussen georganiseerd, te beginnen in 1963 in Denemarken, het Verenigd Koninkrijk en Scandinavië. Andere conferenties gingen over medisch onderwijs, medicijnen, AIDS en HIV-kwesties. In de jaren 1960 werden projecten georganiseerd om minder bevoorrechte studenten in ontwikkelingslanden te helpen: het Book Aid project, dat medische boeken uit rijkere landen probeerde te sturen en de Equipment Appeal, dat het verschepen van overtollige medische apparatuur naar deze landen bevorderde.
De geneeskundestudenten van de jaren 1970 zagen de noodzaak voor de decentralisatie van IFMSA. Hiertoe droeg IFMSA bij aan de oprichting van regionale medische studentenorganisaties in Afrika en Azië. Vervolgens werden regionale vice-voorzitters gekozen voor zes regio's als een manier om regionalisatie te bevorderen, maar deze structuur werd na een paar jaar verlaten.
In het begin van de jaren tachtig vaardigde de IFMSA een aantal resoluties en verklaringen uit over onderwerpen variërend van medisch onderwijs tot de preventie van nucleaire oorlog en eerstelijnsgezondheidszorg. Aan het eind van de jaren 1980 was er een drang om projecten te organiseren die lokaal iets konden veranderen en zo werd het Village Concept Project idee geboren na samenwerking met andere internationale studentenorganisaties. In 1986 startten ook de leiderschapstrainingsprogramma's in samenwerking met de Wereldgezondheidsorganisatie (WHO). Deze trainingsprogramma's zijn vandaag de dag nog steeds actief.
De officiële betrekkingen met de WHO begonnen in 1969, toen de samenwerking resulteerde in de organisatie van een symposium over “Geprogrammeerd Leren in Medisch Onderwijs”, evenals immunologie- en tropengeneeskundeprogramma's. In de jaren daarna werkten de IFMSA en de WHO samen bij de organisatie van een aantal workshops en trainingsprogramma's. De IFMSA werkt sinds 1971 samen met UNESCO. Sinds 2007 is de IFMSA een officiële ondersteunende organisatie van HIFA2015 (Healthcare Information For All by 2015).

## Organisatie
Alle activiteiten van de IFMSA zijn gekoppeld aan een van de zes werkgroepen: 
- Standing Committee on Medical Education (SCOME)
- Standing Committee on Professional Exchange (SCOPE)
- Standing Committee on Research Exchange (SCORE)
- Standing Committee on Public Health (SCOPH)
- Standing Committee on Sexual & Reproductive Health and Rights including HIV & AIDS (SCORA)
- Standing Committee on Human Rights and Peace (SCORP)

## Structuur
Om te kunnen samenwerken heeft de IFMSA een organisatiestructuur gecreëerd die de stroom van ideeën vergemakkelijkt en de ontwikkeling van activiteiten mogelijk maakt.
De IFMSA bestaat uit medische studentenverenigingen uit 126 verschillende landen, die 136 leden van de IFMSA vormen en Nationale Lidorganisaties (NMO's) genoemd worden. Alle activiteiten van de IFMSA worden georganiseerd door het NMO systeem. De meeste NMO's hebben Lokale Commissies op de medische faculteiten in hun land, die IFMSA activiteiten coördineren en organiseren. Via deze Lokale Commissies staan de NMO's in direct contact met de geneeskundestudenten.
De IFMSA is een federatie die de autonomie van haar leden, de NMO's, respecteert. De NMO's kunnen zelf beslissen aan welke activiteiten ze deelnemen en welke nieuwe activiteiten ontwikkeld moeten worden.
Het besluitvormingsproces is in handen van de Algemene Vergadering, het uitvoerende proces is in handen van de Internationale Raad en de controlerende macht is in handen van de Raad van Toezicht.
De Algemene Vergadering (AV) bestaat uit vertegenwoordigers van alle NMO's en komt twee keer per jaar bijeen, in maart en augustus. De Algemene Vergadering beslist over de activiteiten van IFMSA, de reglementen en het bestuur en kiest het Team van Officials en de Raad van Toezicht.
De Algemene Vergadering kiest elk jaar het Team van Officials (TO). Het bestaat uit de Uitvoerende Raad (EB), Directeuren van Permanente Comités, Verbindingsofficieren en Regionale Directeuren. De Uitvoerende Raad is verantwoordelijk voor het dagelijks bestuur van de Federatie en houdt zich bezig met zaken als fondsenwerving, marketing, externe relaties, financiën, administratie, ontwikkeling en ondersteuning van Nationale Lidorganisaties.
Directeuren van Permanente Comités zijn toegewezen aan één activiteitengebied. Zij coördineren het Permanent Comité, dat deze activiteiten uitvoert. Ze geven ondersteuning aan nationale en lokale functionarissen, bereiden de vergaderingen van het Permanent Comité voor en zijn verantwoordelijk voor de ontwikkeling van nieuwe activiteiten.
Liaison Officers onderhouden contacten met belangrijke externe relaties en vertegenwoordigen IFMSA bij die organisaties. De Regional Directors zijn verantwoordelijk voor elk van de 5 regio's van IFMSA.
De Toezichtsraad wordt gekozen door de Algemene Vergadering om het werk van de IFMSA-functionarissen te evalueren en te controleren en onderneemt actie in geval van problemen.

## België
België is in de IFMSA vertegenwoordigd door de Belgian Medical Students Association (BeMSA).

## Nederland
Nederland is in de IFMSA vertegenwoordigd door de International Federation of Medical Students'Association - The Netherlands (IFMSA-NL)